# انجمن پرنده‌شناسی خاورمیانه
انجمن پرنده‌شناسی خاورمیانه (به انگلیسی: Ornithological Society of the Middle East (OSME)) یک باشگاه پرنده‌شناسی و پرنده‌نگری مستقر در بریتانیا برای افرادی است که به پرندگان خاورمیانه، قفقاز و آسیای مرکزی علاقه‌مند هستند. در آوریل ۱۹۷۸ به عنوان یک سازمان جانشین انجمن پرنده‌شناسی ترکیه بنیان‌گذاری شد و در سال ۲۰۰۱ به آسیای مرکزی و قفقاز گسترش یافت.
اهداف آن، با توجه به حوزه مورد علاقه‌اش، جمع‌آوری، گردآوری و انتشار داده‌های پرنده‌شناسی، تشویق به علاقه‌مندی و حفاظت از پرندگان منطقه، و کمک به سازمان‌های محیط زیست و حفاظت منطقه‌ای و انجمن‌های تاریخ طبیعی با مطالعات پرنده‌شناسی و فعالیت‌ها است.
انجمن پرنده‌شناسی خاورمیانه مجله Sandgrouse را منتشر می‌کند.

## کشورهای عضو
مناطق زیر در خاورمیانه جایی هستند که OSME در آن فعال است:
- بحرین
- قبرس
- جیبوتی
- مصر
- ایران
- عراق
- اسرائیل
- اردن
- کویت
- لبنان
- عمان
- فلسطین
- قطر
- عربستان سعودی
- ترکیه
- امارات متحده عربی
- یمن